# Karl Schöchlin
Karl Schöchlin (13 de junio de 1894-7 de noviembre de 1974) fue un deportista suizo que compitió en remo. Fue hermano del también remero Hans Schöchlin.
Participó en los Juegos Olímpicos de Ámsterdam 1928, obteniendo una medalla de oro en la prueba de dos con timonel. Ganó nueve medallas en el Campeonato Europeo de Remo entre los años 1920 y 1931.

## Palmarés internacional
| Juegos Olímpicos   | Juegos Olímpicos         | Juegos Olímpicos  | Juegos Olímpicos   |
| Año                | Lugar                    | Medalla           | Prueba             |
| ------------------ | ------------------------ | ----------------- | ------------------ |
| 1928               | Ámsterdam (Países Bajos) | Medalla de oro    | Dos con timonel    |
| Campeonato Europeo |                          |                   |                    |
| Año                | Lugar                    | Medalla           | Prueba             |
| 1920               | Mâcon (Francia)          | Medalla de plata  | Doble scull        |
| 1922               | Barcelona (España)       | Medalla de oro    | Doble scull        |
| 1923               | Como (Italia)            | Medalla de plata  | Ocho con timonel   |
| 1924               | Lucerna (Suiza)          | Medalla de plata  | Ocho con timonel   |
| 1925               | Praga (Checoslovaquia)   | Medalla de oro    | Ocho con timonel   |
| 1926               | Lucerna (Suiza)          | Medalla de plata  | Cuatro con timonel |
| 1927               | Como (Italia)            | Medalla de plata  | Cuatro con timonel |
| 1930               | Lieja (Bélgica)          | Medalla de plata  | Cuatro sin timonel |
| 1931               | París (Francia)          | Medalla de bronce | Cuatro con timonel |